# Xã Canaan, Quận Wayne, Ohio
Xã Canaan (tiếng Anh: Canaan Township) là một xã thuộc quận Wayne, tiểu bang Ohio, Hoa Kỳ. Năm 2010, dân số của xã này là 4.875 người.